# Lim Kok Leong
Lim Kok Leong (chiń. 林谷良, ur. 18 maja 1995) – malezyjski zawodowy snookerzysta. Zdobył tytuł Mistrza Świata IBSF w Snookerze w 2022 roku, a od sezonu snookerowego 2024/25 będzie rywalizował jako zawodowiec w World Snooker Tour.

## Kariera

### Snooker
W maju 2022 roku zajął drugie miejsce za Jamesem Wattaną w opóźnionym turnieju snookera Igrzysk Azji Południowo-Wschodniej 2021. W półfinale odniósł zwycięstwo 4-0 nad Passakornem Suwannawatem. Wygrał także grę singlową mężczyzn w snookerze na sześciu czerwonych. Według doniesień, zwycięstwo to miało miejsce w dniu jego 27. urodzin, 18 maja 2022 r., i obejmowało zwycięstwo 5:3 w finale nad Jeffreyem Rodą z Filipin.
W listopadzie 2022 roku pokonał Irańczyka Amira Sarkhosha 5-0 w finale Mistrzostw Świata IBSF w Snookerze w Antalyi w Turcji. W jego drodze do finału znalazło się zwycięstwo 4-0 nad Edenem Sharavem. Został pierwszym malezyjskim snookerzystą, który zdobył amatorski tytuł mistrza świata.
W maju 2023 roku zdobył brązowy medal na Igrzyskach Azji Południowo-Wschodniej 2023, przegrywając w półfinale zawodów indywidualnych z Sunnym Akani.
W maju 2024 roku pokonał Liang Xiaolong i dotarł do finału Asian Q School w Bangkoku, gdzie pokonał byłego zawodowca Gao Yanga 4-3 i zapewnił sobie dwuletnią kartę na World Snooker Tour. Zagrał tylko dwa razy: podczas rund kwalifikacyjnych do Wuhan Open 2024 i British Open 2024, które odbyły się od 28 lipca do 3 sierpnia. Leong przegrał z Dylanem Emerym 1–5 w eliminacjach do Wuhan Open, ale pokonał Anthony’ego Hamiltona 4–1 w eliminacjach do British Open i miał zagrać z Markiem Selbym w głównej fazie tego wydarzenia, ale później wycofał się z udziału w tym i wszystkich innych turniejach. Powody wycofania się zawodników nie są znane, ponieważ ani World Snooker Tour, ani WPBSA, organizacja zarządzająca, nie wydały żadnego oświadczenia.

### Debel
Jest dwukrotnym zwycięzcą drużynowych mistrzostw świata Międzynarodowej Federacji Bilarda i Snookera (ISBF). W 2015 roku Lim Kok Leong wygrał mecz wspólnie z Moh Keen Hoo w Karaczi w Pakistanie po niewielkim zwycięstwie 5-4 w finale nad drużyną gospodarzy: Asjad Iqbal i Shahid Aftab. W 2019 roku on i Moh Keen Ho zdobyli złoto na Igrzyskach Azji Południowo-Wschodniej, pokonując w finale do trzech zwycięstw Filipińczyków Alvina Barberro i Jefreya Rodę 3-1. W październiku 2022 roku wygrał Mistrzostwa Świata w Snookerze Drużynowym w Kuala Lumpur, ponownie z Moh Keen Hoo. W finale pokonali tajską parę Kritsanut Lertsattayathorn-Jong i Rak Boonrod 4-2. W maju 2023 roku zdobył srebrny medal na Igrzyskach Azji Południowo-Wschodniej 2023 w Phnom Penh, przegrywając w finale wraz z Moh Keen Hoo z kambodżańską parą Suon Chhay i Men Sophanith.

## Występy w turniejach w karierze
| Ranking                       |     |
| Turnieje rankingowe           |     |
| Championship League           | A   |
| Grand Prix Xi’an              | WD  |
| Mistrzowie Arabii Saudyjskiej | WD  |
| English Open                  | WD  |
| British Open                  | WD  |
| Wuhan Open                    | LQ  |
| Northern Ireland Open         | A   |
| International Championship    | A   |
| UK Championship               | A   |
| Shoot Out                     | A   |
| Scottish Open                 | A   |
| German Masters                | A   |
| Welsh Open                    | A   |
| World Open                    | A   |
| World Grand Prix              | DNQ |
| Players Championship          | DNQ |
| Tour Championship             | DNQ |
| Mistrzostwa Świata            |     |

| Legenda tabeli wyników              | Legenda tabeli wyników       | Legenda tabeli wyników                     | Legenda tabeli wyników                                                              | Legenda tabeli wyników                     | Legenda tabeli wyników                     |
| ----------------------------------- | ---------------------------- | ------------------------------------------ | ----------------------------------------------------------------------------------- | ------------------------------------------ | ------------------------------------------ |
| LQ                                  | odpadnięcie w kwalifikacjach | #R                                         | odpadnięcie we wczesnej fazie turnieju (WR = runda dzikich kart, RR = faza grupowa) | QF                                         | przegrana w ćwierćfinale                   |
| SF                                  | przegrana w półfinale        | F                                          | przegrana w finale                                                                  | W                                          | zwycięstwo                                 |
| DNQ                                 | nie zakwalifikował/a się     | A                                          | nie brał/a udziału                                                                  | WD                                         | zrezygnował/a w trakcie turnieju           |
| Legenda oznaczeń w tabelach wyników |                              |                                            |                                                                                     |                                            |                                            |
| NH / Nie roz.                       | NH / Nie roz.                | Turniej nie odbył się.                     | Turniej nie odbył się.                                                              | Turniej nie odbył się.                     | Turniej nie odbył się.                     |
| NR / Nie-rank.                      | NR / Nie-rank.               | Turniej nie był zaliczany jako rankingowy. | Turniej nie był zaliczany jako rankingowy.                                          | Turniej nie był zaliczany jako rankingowy. | Turniej nie był zaliczany jako rankingowy. |
| R / Rank.                           | R / Rank.                    | Turniej był zaliczany jako rankingowy.     | Turniej był zaliczany jako rankingowy.                                              | Turniej był zaliczany jako rankingowy.     | Turniej był zaliczany jako rankingowy.     |
| MR / Minor-Rank.                    | MR / Minor-Rank.             | Turniej był zaliczany jako minor ranking.  | Turniej był zaliczany jako minor ranking.                                           | Turniej był zaliczany jako minor ranking.  | Turniej był zaliczany jako minor ranking.  |

## Finały kariery

### Finały drużynowe: 3 (2-1)
| Rezultat  |    | Rok  | Turniej                             | Zespół/Partner | Przeciwnicy                                | Wynik |
| --------- | -- | ---- | ----------------------------------- | -------------- | ------------------------------------------ | ----- |
| Zwycięzca | 1. | 2019 | Igrzyska Azji Południowo-Wschodniej | Moh Keen Hoo   | Alvin Barbero Jefrey Roda                  | 3–1   |
| Zwycięzca | 2. | 2022 | IBSF Team Snooker Championships     | Moh Keen Hoo   | Kritsanut Lertsattayathorn Jongrak Boonrod | 4–2   |
| Finalista | 1. | 2023 | Igrzyska Azji Południowo-Wschodniej | Moh Keen Hoo   | Men Sophanith Suon Chhay                   | 1–3   |

### Finały Pro-am: 2 (1-1)
| Rezultat  |    | Rok  | Turniej                                                | Przeciwnik    | Wynik |
| --------- | -- | ---- | ------------------------------------------------------ | ------------- | ----- |
| Zwycięzca | 1. | 2021 | Igrzyska Azji Południowo-Wschodniej (sześć czerwonych) | Jefrey Roda   | 5–3   |
| Finalista | 1. | 2021 | Igrzyska Azji Południowo-Wschodniej                    | James Wattana | 2–4   |

### Finały amatorskie: 3 (3-0)
| Rezultat  |    | Rok  | Turniej                             | Przeciwnik           | Wynik |
| --------- | -- | ---- | ----------------------------------- | -------------------- | ----- |
| Zwycięzca | 1. | 2019 | Mistrzostwa Malezji Amatorów        | Hng Yuan Yew         | 6–4   |
| Zwycięzca | 2. | 2022 | Mistrzostwa Malezji Amatorów (2)    | Thor Chuan Leong     | 8–5   |
| Zwycięzca | 3. | 2022 | Mistrzostwa Świata w Snookerze IBSF | Amir Sarkhosh        | 5–0   |
| Zwycięzca | 4. | 2024 | Mistrzostwa Malezji Amatorów (3)    | Mohammed Reza Hassan | 8–2   |